# Wowczyk (obwód połtawski)
Wowczyk (ukr. Вовчик) – wieś na Ukrainie, w obwodzie połtawskim, w rejonie łubieńskim, w hromadzie Łubny. W 2025 liczyła 1346 mieszkańców.